# Перно, Ян Фрицевич
Ян Фрицевич Перно (1888—1951) — партийный деятель, председатель Смоленского губисполкома (февраль-ноябрь 1921 года).

## Биография
Ян Перно родился 9 декабря 1888 года на территории Цегенской волости Рижского уезда Лифляндской губернии. Окончил пять классов волостной школы. Весной 1906 года сблизился с социал-демократами, участвовал в революционном движении. В 1906—1908 годах работал на фабрике «Рессора» в Риге, учился в вечернем немецком ремесленном училище. С 1908 года работал учителем, экстерном сдал экзамены на звание учителя начальных народных училищ.
В сентябре 1914 года Перно по мобилизации был призван на службу в царскую армию. Участвовал в Первой мировой войне на Западном фронте. Активный участник революционных событий 1917 года в Белоруссии. После Октябрьской революции занимал высокие партийные должности, в том числе был членом ЦК Литовско-Белорусской ССР. С лета 1919 года Перно проживал и работал в Смоленске.
С 28 февраля по 5 ноября 1921 года Перно занимал должность председателя Смоленского губисполкома, уйдя с этой должности по состоянию здоровья. Продолжал работать на хозяйственных и партийных должностях в Смоленске, Москве, Якутске. С апреля 1933 года Перно работал в свиноводческой отрасли. С ноября 1937 года — на пенсии. Скончался 20 апреля 1951 года, похоронен в колумбарии Новодевичьего кладбища Москвы.